# Winfield (Alabama)
Pour les articles homonymes, voir Winfield.
Winfield est une ville américaine située dans les comtés de Marion et Fayette en Alabama.
Le Kansas City, Memphis and Birmingham Railroad (en) arrive sur le territoire de la ville en 1887. Un bureau de poste y est alors implanté et les habitants nomment la ville Needmore. Le nom étant déjà pris par une autre ville, le nom de Winfield est finalement retenu en l'honneur du général Winfield Scott.
Selon le recensement de 2010, Winfield compte 4 717 habitants, résidant essentiellement dans le comté de Marion (3 947 habitants).
La municipalité s'étend sur 17,33 milles carrés (44,88 km2), dont 13,20 milles carrés (34,19 km2) dans le comté de Marion et 4,13 milles carrés (10,7 km2) dans le comté de Fayette. Seuls 0,05 milles carrés (0,13 km2) du territoire municipal correspondent à des étendues d'eau.

## Démographie
| 1900 | 1910 | 1920 | 1930  | 1940  | 1950  |
| ---- | ---- | ---- | ----- | ----- | ----- |
| 316  | 419  | 753  | 1 254 | 1 662 | 2 108 |

| 1960  | 1970  | 1980  | 1990  | 2000  | 2010  |
| ----- | ----- | ----- | ----- | ----- | ----- |
| 2 907 | 3 292 | 3 781 | 3 689 | 4 540 | 4 717 |